# Trần Danh Tuyên
Trần Danh Tuyên (1911 – 1997) tức Nguyễn Văn Luận, nhà hoạt động cách mạng, nhà chính trị Việt Nam, nguyên Ủy viên Xứ ủy Bắc Kỳ, Bí thư Thành ủy Hà Nội, Ủy viên Dự khuyết Ban Chấp hành Trung ương Đảng khóa III (1960-1976), Bộ trưởng Bộ Vật tư, Phó Trưởng ban Đối ngoại Trung ương, Đại biểu Quốc hội Việt Nam từ khóa I đến khóa VI.

## Tiểu sử
Trần Danh Tuyên, sinh năm 1911 tại xã Ninh Sơn, huyện Việt Yên, tỉnh Bắc Giang.
Ông tham gia cách mạng từ năm 1935, làm thợ gò nhà máy đúc kẽm tại Quảng Yên và được kết nạp vào Đảng Cộng sản Việt Nam tháng 4-1937.
Sau Cách mạng tháng 8 năm 1945 ông được cử giữ chức Bí thư Thành ủy Hà Nội một thời gian ngắn, người thay ông là ông Hoàng Tùng.
Sau đó ông được cử giữ các chức vụ Xứ ủy viên Bắc Kỳ; Thường vụ Khu ủy Liên khu I; Bí thư Tỉnh ủy Nam Định;
Năm 1951 ông được cử làm Trưởng tiểu ban Công vận theo Nghị quyết của Ban Bí thư.

## Tham gia công tác chính quyền
Năm 1954 ông được cử tham gia Đảng ủy Đảng Cộng sản Việt Nam tiếp quản Hà Nội, đặt dưới sự lãnh đạo trực tiếp của Bộ Chính trị và Ban Bí thư. Đảng ủy tiếp quản gồm 11 người: Trần Quốc Hoàn, Trần Danh Tuyên, Lê Trung Toản, Lê Quốc Thân, Vương Thừa Vũ, Khuất Duy Tiến, Trần Duy Hưng, Trần Sâm, Minh Việt, Nguyễn Tài, Quang Nghĩa.
Tháng 11 năm 1954 ông được cử làm Phó Chủ tịch Ủy ban Hành chính thành phố Hà Nội.
Sau đó ông làm Bí thư Thành ủy Hà Nội (1955 - 1961), Phó Chủ tịch Ủy ban hành chính TP Hà Nội, kiêm chức Chủ nhiệm Ủy ban Kế hoạch Hà nội (1955 - 1956).
Từ năm 1960 đến năm 1976, ông là Ủy viên Dự khuyết Ban Chấp hành Trung ương Đảng Cộng sản Việt Nam khóa III (1960-1976).
Sau đó ông đảm nhận các chức vụ: Phó trưởng Ban Công nghiệp Trung ương (1961).
Ông là đại biểu Quốc hội Việt Nam liên tục từ khóa I đến khóa VI, Ủy viên Ủy ban thống nhất của Quốc hội vào năm 1963. Ủy viên Ủy ban Thường vụ Quốc hội, Chủ nhiệm Ủy ban Kế hoạch và ngân sách Quốc hội khóa III (1964 – 1967). Ngày 22-2-1967 Trần Danh Tuyên thôi giữ chức Ủy viên Ủy ban Thường vụ Quốc hội và Chủ nhiệm Ủy ban Kế hoạch và Ngân sách Quốc hội để nhận nhiệm vụ mới ở Hội đồng Chính phủ.
Từ 22 tháng 2 năm 1967 đến tháng 12 năm 1969, là Chủ nhiệm Văn phòng Công nghiệp Phủ Thủ tướng. Ngày 11-8-1969 Trần Danh Tuyên thôi giữ chức Chủ nhiệm Văn phòng Công nghiệp Phủ Thủ tướng để giữ chức Bộ trưởng Bộ Vật tư. Ông là Bộ trưởng đầu tiên của Bộ Vật tư (nay là Bộ Công thương) (1969 – 1976), Phó Trưởng ban Đối ngoại Trung ương, Chủ tịch Ủy ban Đoàn kết Nhân dân Á-Phi của Việt Nam.

## Tham gia công tác Công đoàn
Trong thời gian giữa 1952 đến tháng 8-1954 ông giữ chức vụ Tổng thư ký Tổng Liên đoàn Lao động Việt Nam khóa I, sau đó là Bí thư Đảng đoàn, Phó Chủ tịch kiêm Tổng thư ký Tổng Công đoàn Việt Nam khóa II thời kỳ 1961 – 1974.

## Tặng thưởng
Ông được nhà nước Việt Nam truy tặng Huân chương Sao Vàng .

## Gia đình
Năm 1946, ông kết hôn với bà Phạm Thị Hiền, tuy nhiên gia đình mâu thuẫn nên năm 1954 hai người ly thân, bà Hiền vào Đà Lạt sống âm thầm và mất ngày 19 tháng 2 năm 2012 

## Vinh danh
Tên ông được đặt cho một phố tại thị xã Quảng Yên (từ đường Nguyễn Bình đến kênh nổi), ...
Năm 2016, tên ông được đặt cho một phố tại Quận Long Biên, nối từ đoạn cuối khu đô thị Sài Đồng đến giao cắt với Quốc lộ 1B (tiếp giáp khu đô thị Vincom Village).